# Michael Cassutt
Œuvres principales
- Série Heaven's Shadow
- The Star Country

Michael Joseph Cassutt, né le 13 avril 1954 à Owatonna dans le Minnesota, est un écrivain, réalisateur et scénariste américain. Ses travaux les plus connus à la télévision concernant la production, l'écriture, ou les deux à la fois, sont : Au-delà du réel : L'aventure continue, Marshall et Simon, Beverly Hills 90210, et La Cinquième Dimension,. En plus de son travail à la télévision, Michael Cassutt a écrit environ trente nouvelles principalement dans les genres de la science-fiction et de la fantasy. Il a aussi publié des romans, notamment The Star Country (1986), Dragon Season (1991), Red Moon (2001) et Heaven's Shadow (2011) en collaboration avec David S. Goyer. De plus, Michael Cassutt contribue à des articles non romanesques pour des magazines et il est l'auteur d'une biographie sur la légende de la NASA, George W. S. Abbey, The Astronaut Maker (2018).

## Jeunesse
Bien qu'il soit né à Owatonna, car son père enseigne dans une petite ville proche de celle-ci, Michael Cassutt grandit à Hudson, où il est diplômé du lycée Hudson.
Dans son enfance, il est très intéressé par la télévision et le sport jusqu’à environ l’âge de 11 ans, au moment où il découvre la science-fiction et le vol spatial. Il passe donc la plupart de son temps à jouer ou regarder du sport plutôt qu’à lire. Il passe plusieurs années à différents endroits, son préféré étant Kiester, une ville du Minnesota, c’est dans celle-ci qu’il a ses premiers souvenirs. Les astronautes sont une grande source d’inspiration pour lui quand il est enfant, et dès 1965, il connaît même les noms des astronautes de la mission Gemini.
Il étudie à l'Université de l'Arizona à Tucson, et est titulaire d'un Bachelor en radio-télévision. Il travaille ensuite en tant que disc jockey et directeur de programme de radio, et en tant que directeur de chaîne de télévision pour CBS. Pendant ce temps à CBS, il écrit aussi des scripts pour des séries télévisées telles que Alice et La Cinquième Dimension.

## Carrière

### Télévision
Dans la télévision, il travaille pour deux personnes dont il est fan ; Karl Schaefer, Ann Lewis Hamilton. Il admire aussi beaucoup Steven Bochko et Dick Wolf en tant que producteurs et scénaristes.
Écrivain à temps-plein depuis 1985, Michael Cassutt est chroniqueur pour la série reprise de 1985, La Cinquième Dimension, scénariste de la série acclamée Max Headroom sur ABC, et auteur-producteur de la série de CBS, TV 101.
Au début des années 1990, Michael Cassutt travaille en tant qu'écrivain et producteur de WIOU, série mettant en vedette John Shea et Helen Shaver, et pour Marshall et Simon. Entre 1992 et 1993, Michael Cassutt est producteur et écrivain de la série policière de ABC Sirènes ; il co-écrit plus tard la première des deux parties de la série avec la conceptrice de série Ann Lewis Hamilton.
Après son service dans Au-delà du réel : L'aventure continue, Michael Cassutt est co-directeur et producteur de la série dramatique de Fox, Drôle de chance et producteur consultant de Beverly Hills 90210 et Sept jours pour agir.
Il est consultant exécutif pour la série américaine Dead Zone. Le premier épisode de Michael Cassutt, The Mountain, est l'épisode le plus regardé de la saison de 2003 ; le second, Total Awareness, sorti en juillet 2004, est le seul épisode de la série analysé par le magazine People.
Michael Cassutt est co-directeur et producteur de la série de la chaîne SyFy, Z Nation, diffusée de 2014 à 2018. 
Il contribue aux scénarios indépendants de SeaQuest DSV, Stargate SG-1, Farscape, Andromeda, et Odyssey 5. Il développe des scénarios basés sur les œuvres d'écrivains de science-fiction tels que Arthur C. Clarke, Robert A. Heinlein, Clifford D. Simak, et Philip José Farmer. Parmi d'autres projets, il écrit des scénarios pilotes pour les chaînes de télévision Nickelodeon et MTV ; un téléfilm, remake d'un thriller de 1978, Capricorn One ; et L’Œil du temps, une mini-série des chaînes Hallmark Channel et Sci-fi Channel, basée sur le roman du même nom d'Arthur C. Clarke et Stephen Baxter.
Michael Cassutt apparaît aussi dans deux documentaires de la chaîne History, Disasters in Space, en 1999, et Star City, en 2002, ainsi que dans un documentaire de la BBC, en 2002, à propos des astronautes et des pilotes d'essai. Il apparaît dans la série de la chaîne History Les Mystères de l'Univers dans le premier épisode en 2008 et une seconde fois en octobre 2009.

### Autres écrits
Il est inspiré par des auteurs de science-fiction tels que Arthur C. Clarke, Isaac Asimov, Ray Bradbury, Clifford D. Simak et surtout Robert A. Heinlein. Il découvre aussi une nouvelle génération d’écrivains comme Harlan Ellison et Larry Niven. Il a aussi beaucoup d’admiration pour Kurt Vonnegut, Gore Vidal, Sinclair Lewis, Greg Bear, Connie Willis, Philip K. Dick, Jack McDevitt, Allen Steele et il est un grand fan des romans de Robert Crais. Son auteur favori de tous les temps est Kingsley Amis.
Dans la non-fiction, il est très influencé par David McCullough et James Oberg.
Tout au long de sa carrière dans la télévision, Michael Cassutt poursuit une carrière d'écrivain de fiction particulièrement en science-fiction et en fantasy. Sa première nouvelle A Second Death, apparaît dans le numéro de juin 1974 du magazine Amazing Stories. Depuis ce temps, il publie environ trente nouvelles, principalement dans The Magazine of Fantasy & Science Fiction et dans le magazine Asimov's Science Fiction. Il contribue aussi à des histoires pour la collection annuelle The Year's Best Science Fiction, dans la quatorzième et dix-neuvième édition et pour Year's Best SF 15. Il a également participé, entre 1988 et 2014, à six volumes de la série d'anthologies Wild Cards, dirigée par George R. R. Martin.
Il écrit un roman de science fiction The Star Country, publié par Doubleday en 1986 et un roman de fantaisie Dragon Season, publié par Tor Books en 1991. Avec Andrew M. Greeley, il co-édite des anthologies de nouvelles de science fiction et de fantaisie avec des thèmes catholiques, intitulé Sacred Visions, également publié par Tor en 1991.
Michael Cassutt écrit une trilogie de science-fiction avec le scénariste et réalisateur David S. Goyer (Batman Begins, la trilogie Blade, Unborn). Le premier tome, Heaven's Shadow, publié par Ace Books en juillet 2011. Le deuxième, Heaven's War, sort en juillet 2012. La trilogie se conclut avec Heaven's Fall en août 2013.
En plus de la science fiction et de la fantaisie, Michael Cassutt écrit des thrillers, en commençant avec Missing Man, publié en septembre 1998, pour honorer certaines sources telles que les magazines Publishers Weekly, Analog, et le site internet NASA Watch. Une suite, Tango Midnight, parlant d'un accident à bord de la Station Spatiale Internationale, est publiée en 2003.
Son thriller historique, Red Moon, un roman parlant du côté obscur de la course spatiale entre l'Amérique et l'Union Soviétique, sort en mars 2001 et devient le sujet d'un article entier dans Asimov's Science Fiction, écrit par le romancier Norman Spinrad.
Michael Cassutt est aussi un écrivain ayant de l’expérience dans la non-fiction. Il a publié des articles dans des magazines tels que Space Illustrated, Space World, Air & Space et des livres tels que Magill's Survey of Science: Space Exploration Series. Il est également l'auteur de l'encyclopédie biographique, Who's Who in Space. Le livre contient des biographies et des photos de 700 astronautes et cosmonautes du monde entier, pour lesquels Michael Cassutt a conduit des douzaines d'interviews dans une période de dix ans.
Sa chronique mensuelle à propos de télévision et de films de science-fiction, The Cassutt Files, est diffusée sur SciFiWire.com de 2000 à 2009. Il enseigne aussi l'écriture de scénario de télévision, pour apprendre à écrire des émissions ou des séries, à la USC School of Cinematic Arts et à l'université de l'Oregon.

## Prix et distinctions
En 1989, Michael Cassutt remporte le Nancy Susan Reynolds Award of the Center for Population Options pour un épisode en trois parties First Love, dans la série TV 101, même si la série en elle-même n'est pas un succès et ne diffuse que 13 épisodes.

## Vie personnelle
Michael Cassutt vit à Los Angeles avec sa femme, Cindy, et deux enfants, Ryan et Alexandra.

## Œuvres

### SérieHeaven's Shadow
Cette série est coécrite avec David S. Goyer.
1. (en) Heaven's Shadow, Ace Books, 2011
2. (en) Heaven's War, Ace Books, 2012
3. (en) Heaven's Fall, Ace Books, 2013

### SérieWild Cards
1. Wild Cards, J'ai lu, coll. « Nouveaux Millénaires », 2014 ((en) Wild Cards, 1987)Anthologie de nouvelles écrites avec Edward Bryant, Leanne C. Harper, Stephen Leigh, David D. Levine, George R. R. Martin, Victor Milán, John J. Miller, Lewis Shiner, Melinda Snodgrass, Carrie Vaughn, Howard Waldrop, Walter Jon Williams et Roger Zelazny
2. Aces Abroad, J'ai lu, coll. « Nouveaux Millénaires », 2015 ((en) Aces Abroad, 1988)Anthologie de nouvelles écrites avec Edward Bryant, Gail Gerstner-Miller, Leanne C. Harper, Stephen Leigh, George R. R. Martin, Victor Milán, John J. Miller, Kevin Andrew Murphy (en), Lewis Shiner, Walton Simons (en), Melinda Snodgrass et Carrie Vaughn
3. (en) Card Sharks, 1993Anthologie de nouvelles écrites avec Stephen Leigh, Victor Milán, Laura J. Mixon, Kevin Andrew Murphy (en), Melinda Snodgrass, William F. Wu et Roger Zelazny
4. (en) Deuces Down, 2002Anthologie de nouvelles écrites avec Daniel Abraham, Stephen Leigh, John J. Miller, Kevin Andrew Murphy (en), Walton Simons (en) et Melinda Snodgrass
5. (en) Inside Straight, 2008Anthologie de nouvelles écrites avec Daniel Abraham, Stephen Leigh, George R. R. Martin, John J. Miller, Melinda Snodgrass, Caroline Spector, Ian Tregillis et Carrie Vaughn
6. (en) Lowball, 2014Anthologie de nouvelles écrites avec David Anthony Durham, David D. Levine, Mary Anne Mohanraj, Melinda Snodgrass, Ian Tregillis, Carrie Vaughn et Walter Jon Williams
7. (en) Joker Moon, 2021Anthologie de nouvelles écrites avec Leo Kenden, David D. Levine, Victor Milán, John J. Miller, Mary Anne Mohanraj, Steve Perrin, Christopher Rowe, Walton Simons, Melinda Snodgrass et Caroline Spector

### Romans
- (en) The Star Country, Doubleday, 1986
- (en) Dragon Season, Tor Books, 1991
- (en) Missing Man[3], Forge, 1998
- (en) Red Moon[3], Forge, 2001
- (en) Tango Midnight[3], Forge, 2003

### Anthologies
- (en) Sacred Visions, Tor Books, 1991Anthologie éditée avec Andrew M. Greeley

### Livres non fictionnels
- (en) Who's Who in Space: The First Twenty-five Years[3], G. K. Hall, 1987
- (en) Who's Who in Space: The International Space Year Edition, Macmillan, 1993
- (en) Deke! U.S. Manned Space from Mercury to the Shuttle[3], Forge, 1994Écrit avec Donald K. Slayton.
- (en) Who's Who in Space: The International Space Station Edition, Macmillan Gale, 1999
- (en) We Have Capture: Tom Stafford and the Space Race, Smithsonian, 2002Écrit avec Thomas P. Stafford.
- (en) The Astronaut Maker: How One Mysterious Engineer Ran Human Spaceflight for a Generation, Chicago Review Press, 2018

### Nouvelles
- (en) A Second Death, 1974Publiée dans Amazing Science Fiction
- (en) The Streak, 1977Publiée dans Mike Shayne Mystery Magazine
- (en) Hunting, 1978Publiée dans l'anthologie Universe 8, éditée par Terry Carr
- (en) The Squeeze, 1981Publiée dans Mike Shayne Mystery Magazine
- (en) The Free Agent, 1981Publiée dans The Magazine of Fantasy & Science Fiction
- (en) The Holy Father, 1983Publiée dans l'anthologie Best of OMNI 6, éditée par Don Myrus
- (en) Stillwater, 1896, 1984Publiée dans l'anthologie Shadows 7, éditée par Charles L. Grant
- (en) A Star is Born, 1984Publiée dans Isaac Asimov's Science Fiction Magazine
- Légendes, 2015 ((en) Legends, 1988)Publiée dans l'anthologie Aces Abroad, éditée par George R. R. Martin, J'ai lu, coll. « Nouveaux Millénaires »
- (en) Passages, 1989Publiée dans l'anthologie Synergy 4, éditée par George Zebrowski
- (en) Mules in Horse’s Harness, 1989Publiée dans l'anthologie What Might Have Been, Vol. 2, éditée par Gregory Benford et Martin H. Greenberg
- (en) At Risk, 1990Publiée dans Isaac Asimov's Science Fiction Magazine
- (en) Curious Elation, 1990Publiée dans The Magazine of Fantasy & Science Fiction
- (en) Extraordinary Measures, 1991Publiée dans The Magazine of Fantasy & Science Fiction
- (en) The Last Mars Trip, 1992Publiée dans The Magazine of Fantasy & Science Fiction
- (en) Perpetual Light, 1992Publiée dans l'anthologie Grails, éditée par Edward E. Kramer (en), Richard Gilliam (en) et Martin H. Greenberg
- (en) A Method of Reaching Extreme Altitudes, 1993Publiée dans l'anthologie Card Sharks, éditée par George R. R. Martin
- (en) The Folks, 1993Publiée dans The Magazine of Fantasy & Science Fiction
- (en) Night Life, 1993Publiée dans l'anthologie Borderlands III, éditée par Thomas F. Monteleone
- (en) The Longer Voyage, 1996Publiée dans The Magazine of Fantasy & Science Fiction
- (en) Generation Zero, 1996Publiée dans Asimov's Science Fiction
- (en) Jinx, 1997Sous le nom de Leo Kenden. Publiée dans The Magazine of Fantasy & Science Fiction
- (en) More Adventures on Other Planets, 2001Publiée dans Sci.Fiction
- (en) Beyond the End of Time, 2001Publiée dans Sci.Fiction
- (en) Storming Space, 2002Publiée dans l'anthologie Deuces Down, éditée par George R. R. Martin
- (en) Skull Valley, 2007Publiée dans Asimov's Science Fiction
- (en) Looking for Jetboy, 2008Publiée dans l'anthologie Inside Straight, éditée par George R. R. Martin
- (en) Looking for Jetboy: Epilogue, 2008Publiée dans l'anthologie Inside Straight, éditée par George R. R. Martin
- (en) The Last Apostle, 2009Publiée dans Asimov's Science Fiction
- Capitaine Cathode et l'As clandestin, 2014 ((en) Captain Cathode and the Secret Ace, 2010)Publiée dans l'anthologie Wild Cards, éditée par George R. R. Martin, J'ai lu, coll. « Nouveaux Millénaires »
- (en) Pitching Old Mars, 2013Publiée dans Asimov's Science Fiction
- (en) The Big Bleed, 2014Publiée dans l'anthologie Lowball, éditée par George R. R. Martin et Melinda M. Snodgrass
- (en) The Sunset of Time, 2015Publiée dans l'anthologie Old Venus, éditée par Gardner R. Dozois et George R. R. Martin
- (en) Timewalking, 2017Publiée dans Asimov's Science Fiction
- (en) Unter, 2018Publiée dans Asimov's Science Fiction